# Congrégation de Groenendael
Pour les articles homonymes, voir Groenendael.

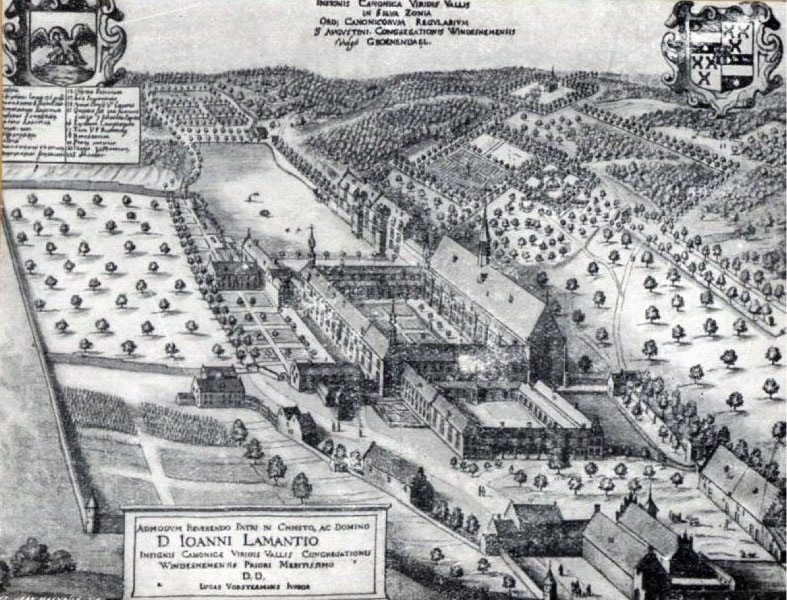
Gravure ancienne du Prieuré de Groenendael (Congrégation de Windesheim)

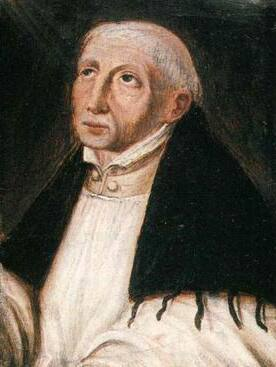
Jan van Ruysbroeck

En 1412, la congrégation de Groenendael rallia celle de Windesheim.

## Origine
Les trois prieurés existants dans la forêt de Soignes au début du XVesiècle, Groenendael, Rouge-Cloître et Sept Fontaines avaient adopté la règle des chanoines de Saint Victor préconisée par Ruysbroeck, ce qui ne pouvait manquer de les rapprocher. C'est ainsi que fut constituée en 1402 une congrégation dont Groenendael prit la tête.

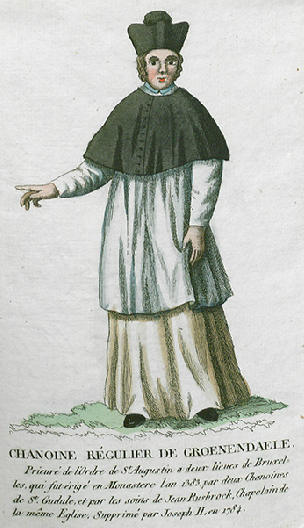
Chanoine régulier de Groenendael
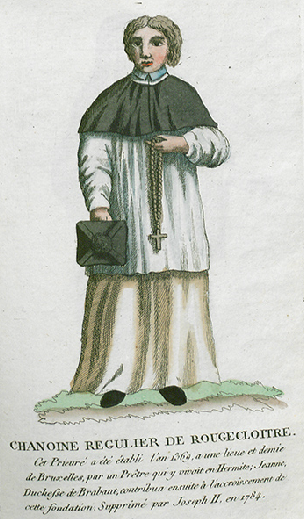
Chanoine régulier de l'abbaye du Rouge-Cloître
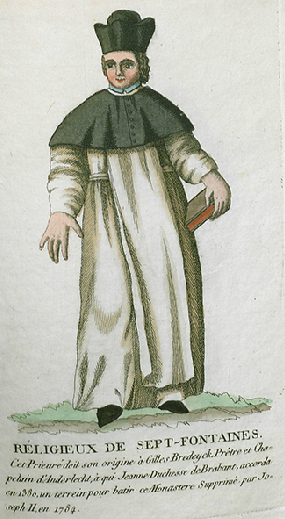
Religieux de Sept Fontaines

## Voir aussi

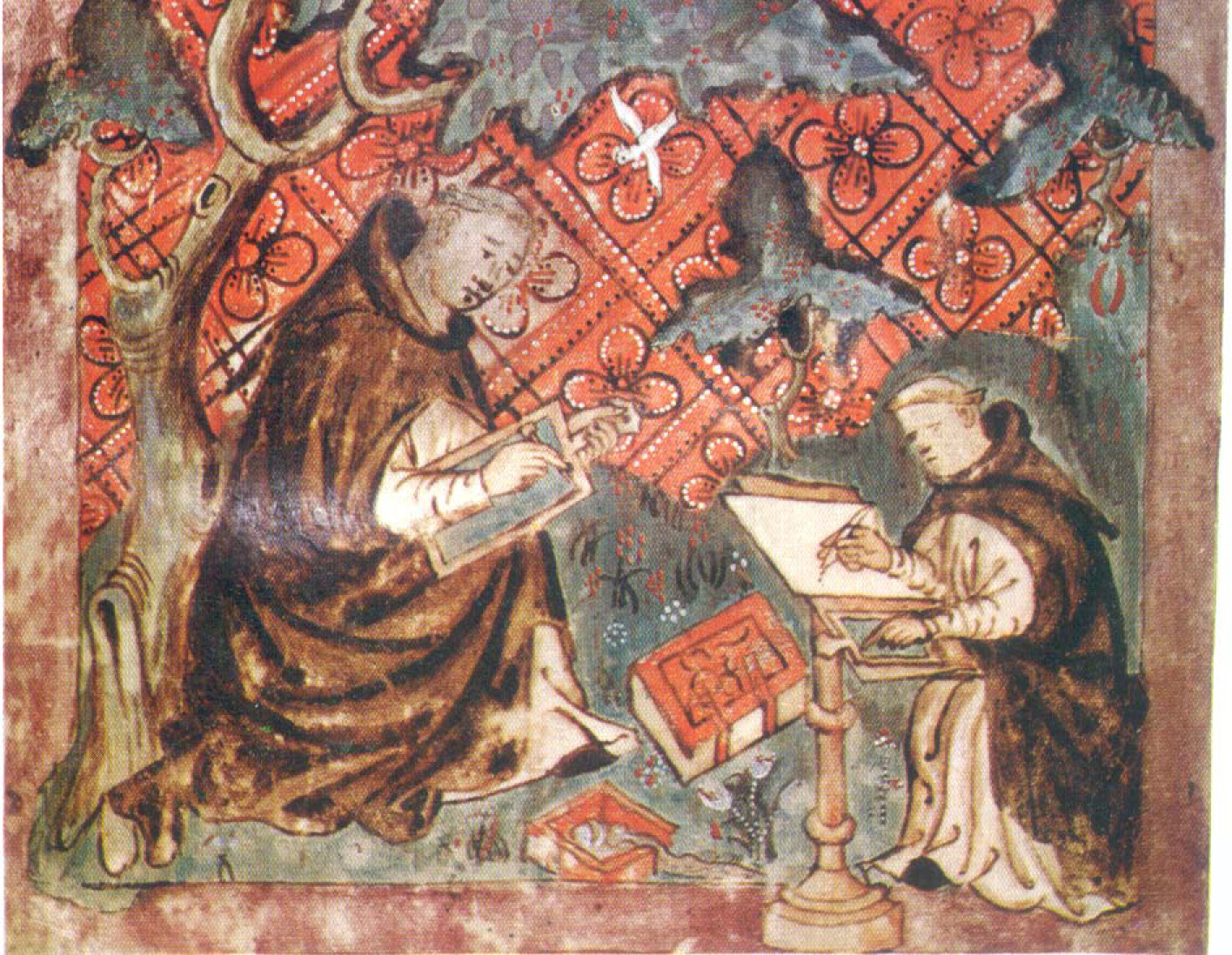
Enluminure du XIVe siècle représentant Jan van Ruysbroeck

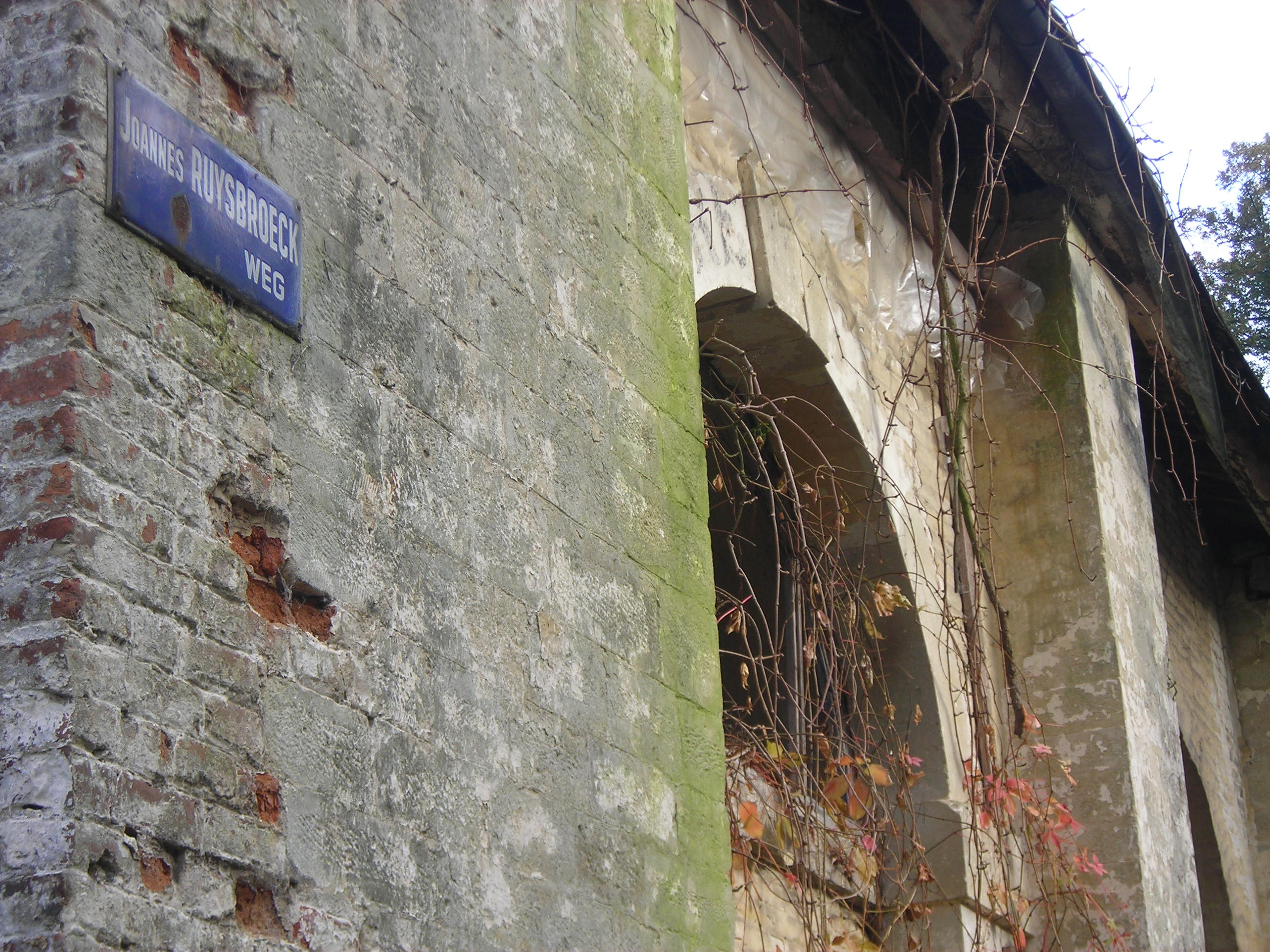
Chemin Jan van Ruysbroeck